# Афанасий II (патриарх Константинопольский)
Патриа́рх Афана́сий II (греч. Πατριάρχης Αθανάσιος Β΄) — патриарх Константинопольский, по некоторым данным, занимал пост Константинопольского патриарха в последние годы существования Византийской империи (около 1450—1453).

## Биография
Крайне скудные и, более того, подвергнутые сомнению сведения о его назначении были найдены лишь в актах Константипольского (Софийского) Собора 1450 года, которые впоследствии были объявлены подложными. Саму угасающую империю на тот момент поразил глубокий духовный и экономический кризис, а её реальный контроль фактически свёлся к стенам Константинополя.
Согласно обнаруженным актам последнего Собора империи, Афанасий сначала был игуменом монастыря Богородицы Перивлепты в Константинополе, а затем занял патриарший престол после низложенного патриарха Григория III.
Согласно часто оспариваемым утверждениям, в присутствии нового Константинопольского, а также Александрийского, Антиохийского и Иерусалимского Патриархов подтвердил отречение Восточных Церквей от унии, провозглашённой Ферраро-Флорентийским Собором 1439 года.[уточнить]
Хиротонию Афанасия II в храме Святой Софии проводили митрополиты Митрофан Кизический, Макарий Никомидийский и Неофит Никейский, прибывшие из уже подконтрольных мусульманам земель. Впрочем, на тот момент сама империя уже объявила себя вассалом османского султана.
Сведений об отречении или смерти патриарха не сохранилось. По-видимому он, как и сам император, а также большинство жителей поверженного города, погиб во время штурма или сразу после него. Тем не менее, в том случае если Афанасий II действительно был патриархом, он был последним относительно независимым предстоятелем Церкви Византийской империи, так как назначения всех последующих патриархов так или иначе проходили с согласия султана и/или его ближайшего окружения.